# نوایا زملیا
نوایا زملیا (نو-زمین) (به روسی: Но́вая Земля, به‌معنی «زمین نوین») مجمع‌الجزایری است واقع در شمال روسیه، در اقیانوس منجمد شمالی. دماغهٔ ژلانیا که در این سرزمین قرار دارد، منتهی‌الیه شمال شرقی اروپا به‌شمار می‌رود.
جمعیت آن در سرشماری سال ۲۰۰۲ میلادی ۲٬۷۱۶ نفر بود که ۲٬۶۲۲ تن از آن‌ها در شهر بلوشیا گوبا که مرکز اداری نوایا زملیا است زندگی می‌کردند.
در سال ۱۹۶۱ بمب تزار، قوی‌ترین بمب هیدروژنی (گرما-هسته‌ای) تاریخ توسط اتحاد جماهیر شوروی در این جزیره آزمایش شد.

## نگارخانه

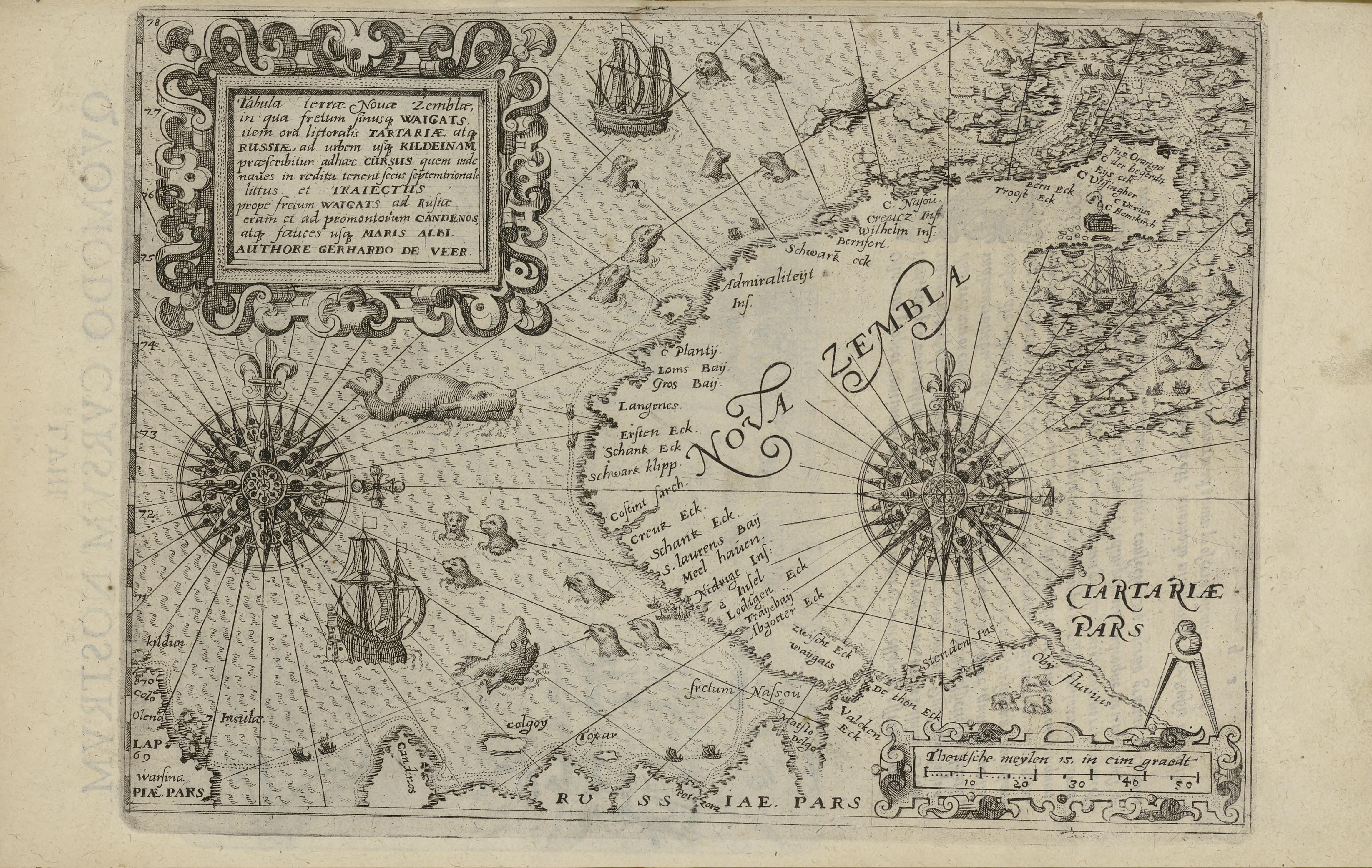
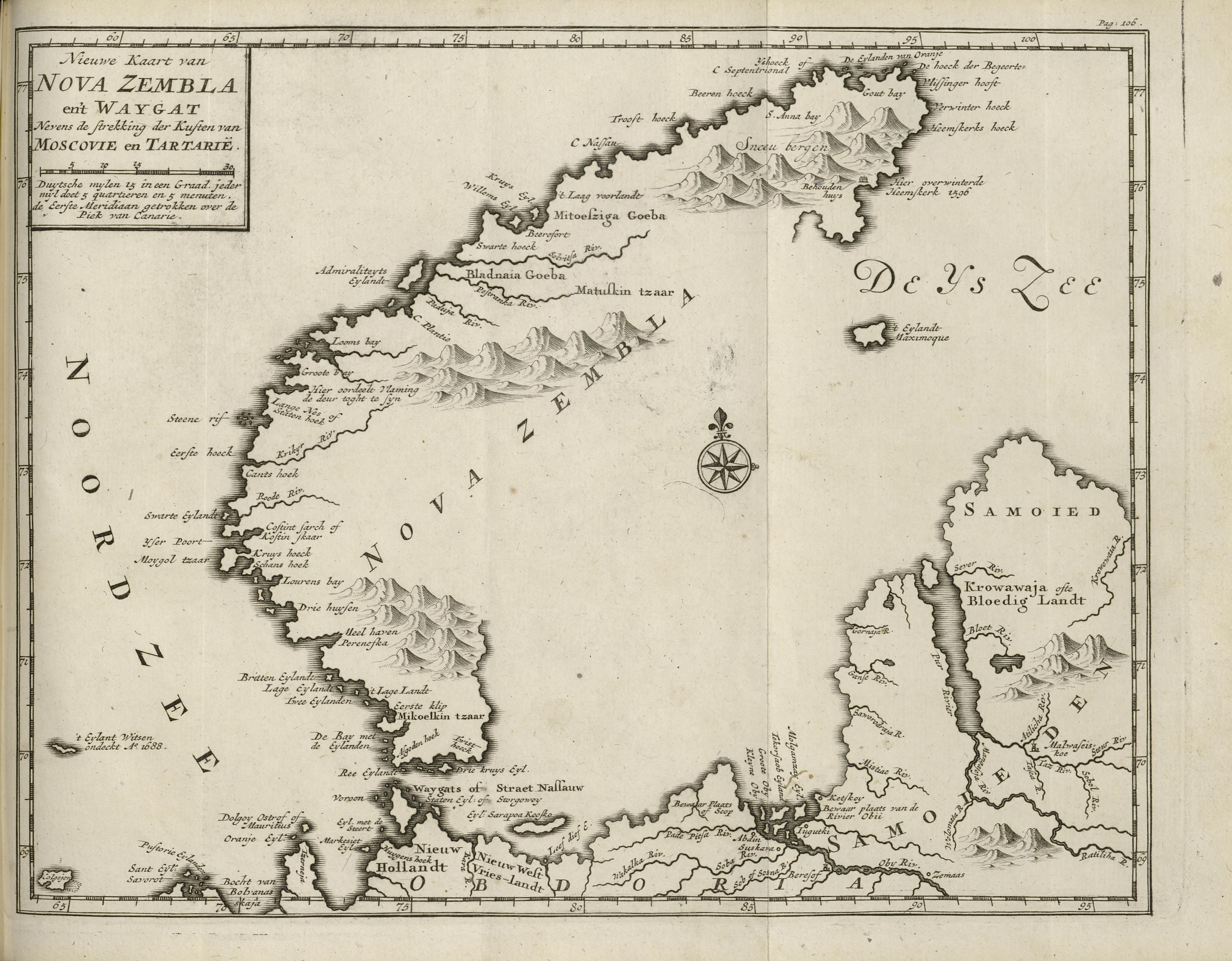